# Arzal
Arzal [aʁzal] est une commune française, située dans le département du Morbihan en région Bretagne.

## Géographie

### Situation
Arzal est située dans le sud-est du département du Morbihan, à l'ouest de la ville de La Roche-Bernard, sur la rive nord de l'estuaire de la Vilaine. Le bourg d'Arzal se trouve à vol d'oiseau à 30 km au nord-ouest de Saint-Nazaire, la grande ville la plus proche et à 33 km au sud-est de Vannes, sa préfecture de rattachement.
|          |        | Marzan |
| Muzillac | Arzal  |        |
| Pénestin | Camoël | Férel  |

### Paysage et relief
La commune est faiblement vallonnée. L'habitat est dispersé et la plupart des hameaux portent des noms à consonance bretonne. Le bourg est excentré au sud-est du territoire communal.
| - Carte topographique de la commune d' Arzal. |

### Hydrographie
Pour un article plus général, voir Réseau hydrographique du Morbihan.
La commune est située dans le bassin Loire-Bretagne. Elle est drainée par la Vilaine, le Val,,.
La Vilaine, d'une longueur de 218 km, prend sa source dans la commune de Juvigné et se jette  dans l'Océan Atlantique à Camoël, après avoir traversé 56 communes. 

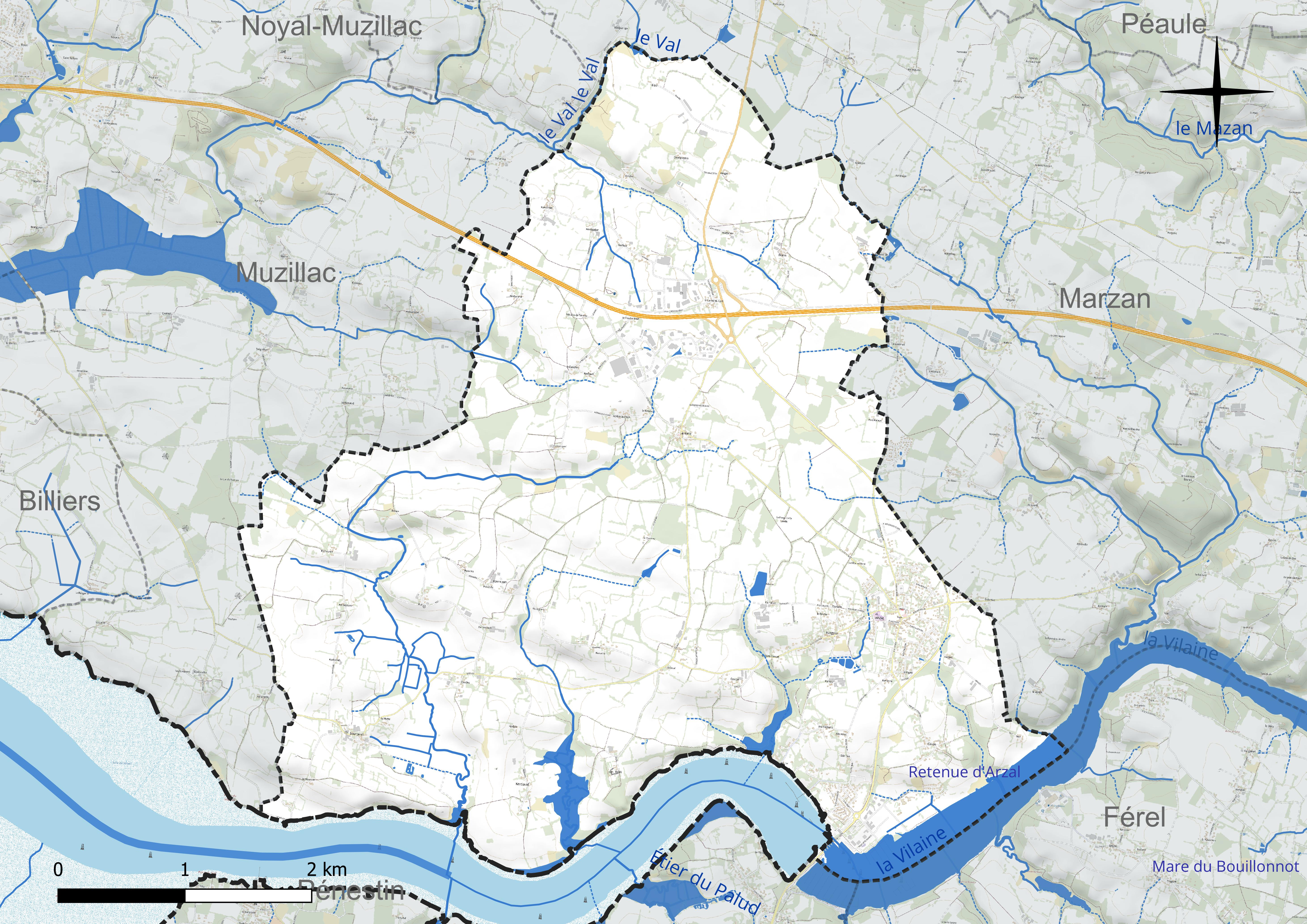
Réseau hydrographique d'Arzal.

Un plan d'eau complète le réseau hydrographique : la retenue d'Arzal, d'une superficie totale de 383,2 ha (46,87 ha sur la commune),.

### Climat
Le climat qui caractérise la commune est qualifié, en 2010, de « climat océanique franc », selon la typologie des climats de la France qui compte alors huit grands types de climats en métropole. En 2020, la commune ressort du type « climat océanique » dans la classification établie par Météo-France, qui ne compte désormais, en première approche, que cinq grands types de climats en métropole. Ce type de climat se traduit par des températures douces et une pluviométrie relativement abondante (en liaison avec les perturbations venant de l'Atlantique), répartie tout au long de l'année avec un léger maximum d'octobre à février.
Les paramètres climatiques qui ont permis d’établir la typologie de 2010 comportent six variables pour les températures et huit pour les précipitations, dont les valeurs correspondent à la normale 1971-2000. Les sept principales variables caractérisant la commune sont présentées dans l'encadré ci-après.
| Paramètres climatiques communaux sur la période 1971-2000 - Moyenne annuelle de température : 11,9 °C - Nombre de jours avec une température inférieure à −5 °C : 1,1 j - Nombre de jours avec une température supérieure à 30 °C : 2,9 j - Amplitude thermique annuelle : 12,6 °C - Cumuls annuels de précipitation : 846 mm - Nombre de jours de précipitation en janvier : 12,7 j - Nombre de jours de précipitation en juillet : 6,4 j |

Avec le changement climatique, ces variables ont évolué. Une étude réalisée en 2014 par la Direction générale de l'Énergie et du Climat complétée par des études régionales prévoit en effet que la  température moyenne devrait croître et la pluviométrie moyenne baisser, avec toutefois de fortes variations régionales. La station météorologique de Météo-France installée sur la commune et mise en service en 1988 permet de connaître en continu l'évolution des indicateurs météorologiques. Le tableau détaillé pour la période 1981-2010 est présenté ci-après.
| Mois                                  | jan.             | fév.             | mars          | avril           | mai             | juin          | jui.          | août          | sep.           | oct.          | nov.            | déc.            | année      |
| ------------------------------------- | ---------------- | ---------------- | ------------- | --------------- | --------------- | ------------- | ------------- | ------------- | -------------- | ------------- | --------------- | --------------- | ---------- |
| Température minimale moyenne (°C)     | 3,3              | 3,2              | 4,8           | 6,2             | 9,9             | 12            | 13,7          | 13,7          | 11,5           | 9,4           | 5,5             | 3,2             | 8,1        |
| Température moyenne (°C)              | 6,2              | 6,8              | 8,9           | 10,6            | 14,4            | 17            | 18,6          | 18,9          | 16,4           | 13,2          | 9               | 6,2             | 12,2       |
| Température maximale moyenne (°C)     | 9,2              | 10,3             | 13            | 15              | 19              | 21,9          | 23,5          | 24            | 21,3           | 17            | 12,5            | 9,3             | 16,4       |
| Record de froid (°C) date du record   | −10,6 02.01.1997 | −11,3 10.02.1991 | −9 01.03.05   | −3,2 21.04.1991 | −0,4 14.05.1995 | 2 09.06.1989  | 5,9 12.07.00  | 6,6 29.08.09  | 2,4 30.09.1988 | −2 30.10.1997 | −5,9 21.11.1993 | −7,6 31.12.1996 | −11,3 1991 |
| Record de chaleur (°C) date du record | 16,3 27.01.03    | 21,6 27.02.19    | 24,1 30.03.21 | 27,7 20.04.18   | 31,1 26.05.17   | 35,8 30.06.15 | 37,7 23.07.19 | 38,3 09.08.03 | 32,4 07.09.16  | 28,5 02.10.11 | 20,3 10.11.1988 | 16,8 19.12.15   | 38,3 2003  |
| Précipitations (mm)                   | 91,2             | 73,3             | 60,7          | 70,3            | 63,5            | 44,4          | 46,9          | 42,7          | 66,3           | 91,1          | 94              | 93              | 837,4      |

### Cadre géologique

Carte géologique simplifiée du Massif armoricain.

La région est située dans le domaine varisque sud-armoricain qui est un témoin de l'orogenèse hercynienne, avec notamment le cisaillement sud-armoricain dont une branche  forme le domaine de l'anticlinal de Cornouaille, composé localement de micaschiste à biotite et muscovite de Camoël.
Les formations rencontrées sur le territoire communal appartiennent au groupe de l'anticlinal de Cornouaille qui est séparé en deux séries lithologiques : la série d'Arzal qui peut s'observer plus facilement sur la commune voisine de Férel et la série de Muzillac constituée de granites gneissiques (orthogneiss) dans un contexte anatectique plus ou moins identifiable.

## Urbanisme

### Typologie
Au 1er janvier 2024, Arzal est catégorisée commune rurale à habitat dispersé, selon la nouvelle grille communale de densité à sept niveaux définie par l'Insee en 2022.
Elle est située hors unité urbaine et hors attraction des villes,.
La commune, bordée par l'estuaire de la Vilaine, est également une commune littorale au sens de la loi du 3 janvier 1986, dite loi littoral. Des dispositions spécifiques d’urbanisme s’y appliquent dès lors afin de préserver les espaces naturels, les sites, les paysages et l’équilibre écologique du littoral, tel le principe d'inconstructibilité, en dehors des espaces urbanisés, sur la bande littorale des 100 mètres, ou plus si le plan local d’urbanisme le prévoit.

### Occupation des sols
L'occupation des sols de la commune, telle qu'elle ressort de la base de données européenne d’occupation biophysique des sols Corine Land Cover (CLC), est marquée par l'importance des territoires agricoles (84 % en 2018), en diminution par rapport à 1990 (89,1 %). La répartition détaillée en 2018 est la suivante : 
terres arables (41,2 %), zones agricoles hétérogènes (25,3 %), prairies (17,5 %), zones industrielles ou commerciales et réseaux de communication (4,2 %), zones urbanisées (3,6 %), zones humides côtières (3,4 %), eaux maritimes (2,1 %), eaux continentales (1,6 %), zones humides intérieures (1 %), forêts (0,1 %). L'évolution de l’occupation des sols de la commune et de ses infrastructures peut être observée sur les différentes représentations cartographiques du territoire : la carte de Cassini (XVIIIe siècle), la carte d'état-major (1820-1866) et les cartes ou photos aériennes de l'IGN pour la période actuelle (1950 à aujourd'hui).

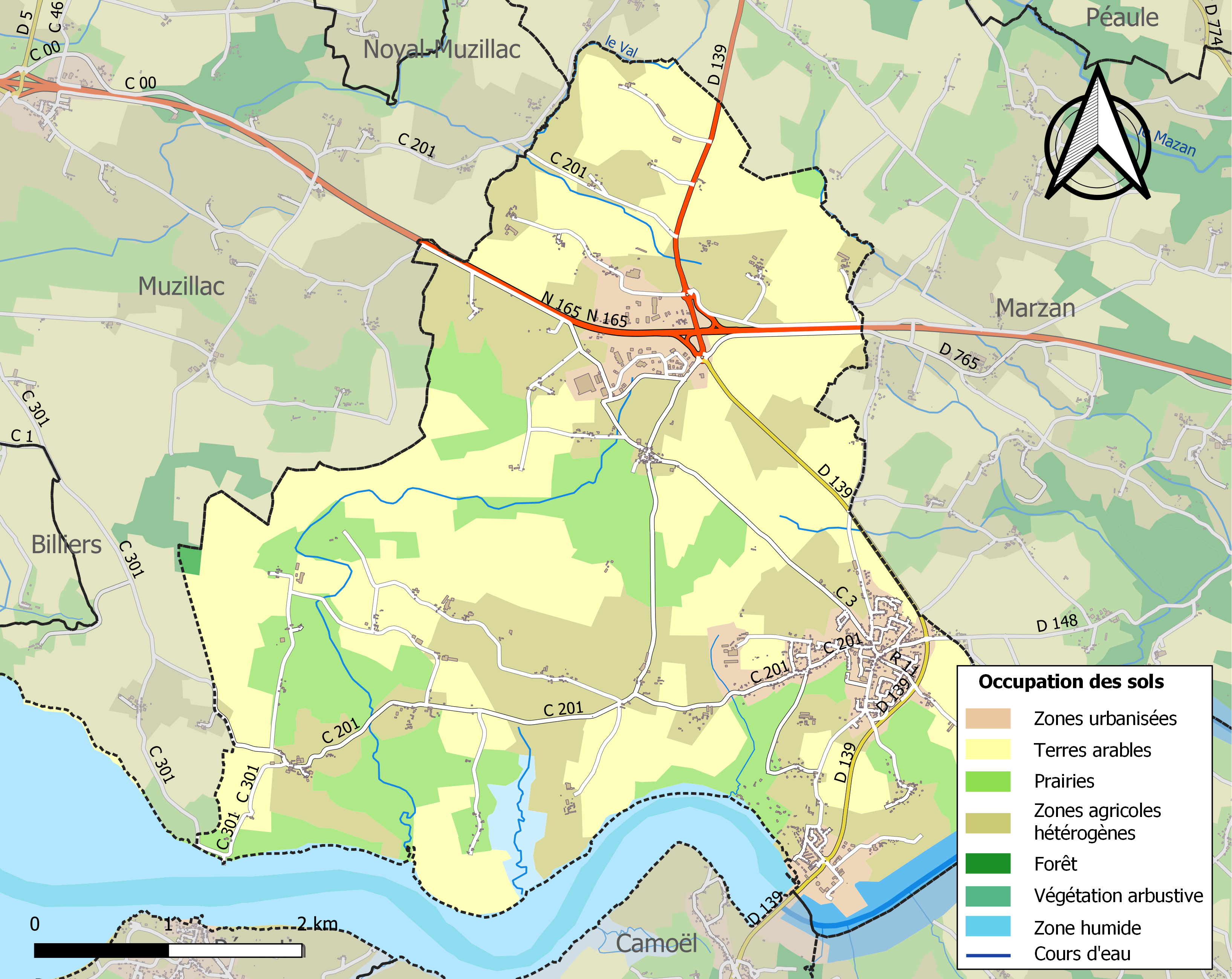
Carte des infrastructures et de l'occupation des sols de la commune en 2018 (CLC).

## Toponymie
Le toponyme est probablement lié à la présence de marais salants et au commerce du sel : « mot composé de la préposition « ar » du celtique « are » = sur, près de – et du mot latin « sal » = le sel. ARZAL = près du sel »[réf. à confirmer].
La prononciation du nom de la localité en gallo a été relevée sous la forme Arza par Henri-François Buffet.
Le nom de la commune en breton est Arzhal.

## Histoire

### LeXXesiècle

#### La Première Guerre mondiale
Le monument aux morts d'Arzal porte les noms de 73 soldats et marins morts pour la France pendant la Première Guerre mondiale.

#### La Seconde Guerre mondiale
Le monument aux morts d'Arzal porte les noms de 10 personnes mortes pour la France pendant la Seconde Guerre mondiale.
Une stèle commémorative située sur le barrage d'Arzal honore les morts militaires et civils des combats de Vilaine liés à la poche de Saint-Nazaire en 1944-1945.
Deux victimes civiles, Lucie Guégan et Madeleine Josso, furent tuées par des mines allemandes, la première le 12 et la seconde le 13 novembre 1944 à Vieille Roche.

## Politique et administration
| Période                                  | Période     | Identité              | Étiquette | Qualité                                                    |
| ---------------------------------------- | ----------- | --------------------- | --------- | ---------------------------------------------------------- |
| 2001                                     | 2014        | André Pajolec         | DVD       | Président de la communauté de communes du Pays de Muzillac |
| 2014                                     | 28 mai 2020 | Marie-Odile Jarligant | DVD       | Retraitée                                                  |
| 28 mai 2020                              | En cours    | Samuel Féret          |           |                                                            |
| Les données manquantes sont à compléter. |             |                       |           |                                                            |

## Démographie
L'évolution du nombre d'habitants est connue à travers les recensements de la population effectués dans la commune depuis 1793. Pour les communes de moins de 10 000 habitants, une enquête de recensement portant sur toute la population est réalisée tous les cinq ans, les populations de référence des années intermédiaires étant quant à elles estimées par interpolation ou extrapolation. Pour la commune, le premier recensement exhaustif entrant dans le cadre du nouveau dispositif a été réalisé en 2007.

En 2022, la commune comptait 1 794 habitants, en évolution de +9,99 % par rapport à 2016 (Morbihan : +3,82 %, France hors Mayotte : +2,11 %).
| 1793  | 1800  | 1806  | 1821  | 1831  | 1836  | 1841  | 1846  | 1851  |
| ----- | ----- | ----- | ----- | ----- | ----- | ----- | ----- | ----- |
| 1 118 | 1 130 | 1 137 | 1 147 | 1 233 | 1 238 | 1 265 | 1 263 | 1 354 |

| 1856  | 1861  | 1866  | 1872  | 1876  | 1881  | 1886  | 1891  | 1896  |
| ----- | ----- | ----- | ----- | ----- | ----- | ----- | ----- | ----- |
| 1 310 | 1 230 | 1 307 | 1 273 | 1 303 | 1 306 | 1 281 | 1 270 | 1 282 |

| 1901  | 1906  | 1911  | 1921  | 1926  | 1931  | 1936  | 1946 | 1954 |
| ----- | ----- | ----- | ----- | ----- | ----- | ----- | ---- | ---- |
| 1 256 | 1 274 | 1 258 | 1 112 | 1 092 | 1 092 | 1 082 | 983  | 953  |

| 1962 | 1968 | 1975 | 1982 | 1990 | 1999 | 2006  | 2007  | 2012  |
| ---- | ---- | ---- | ---- | ---- | ---- | ----- | ----- | ----- |
| 904  | 883  | 901  | 877  | 930  | 917  | 1 321 | 1 378 | 1 539 |

| 2017  | 2022  | - | - | - | - | - | - | - |
| ----- | ----- | - | - | - | - | - | - | - |
| 1 656 | 1 794 | - | - | - | - | - | - | - |

## Culture et patrimoine

### Lieux et monuments

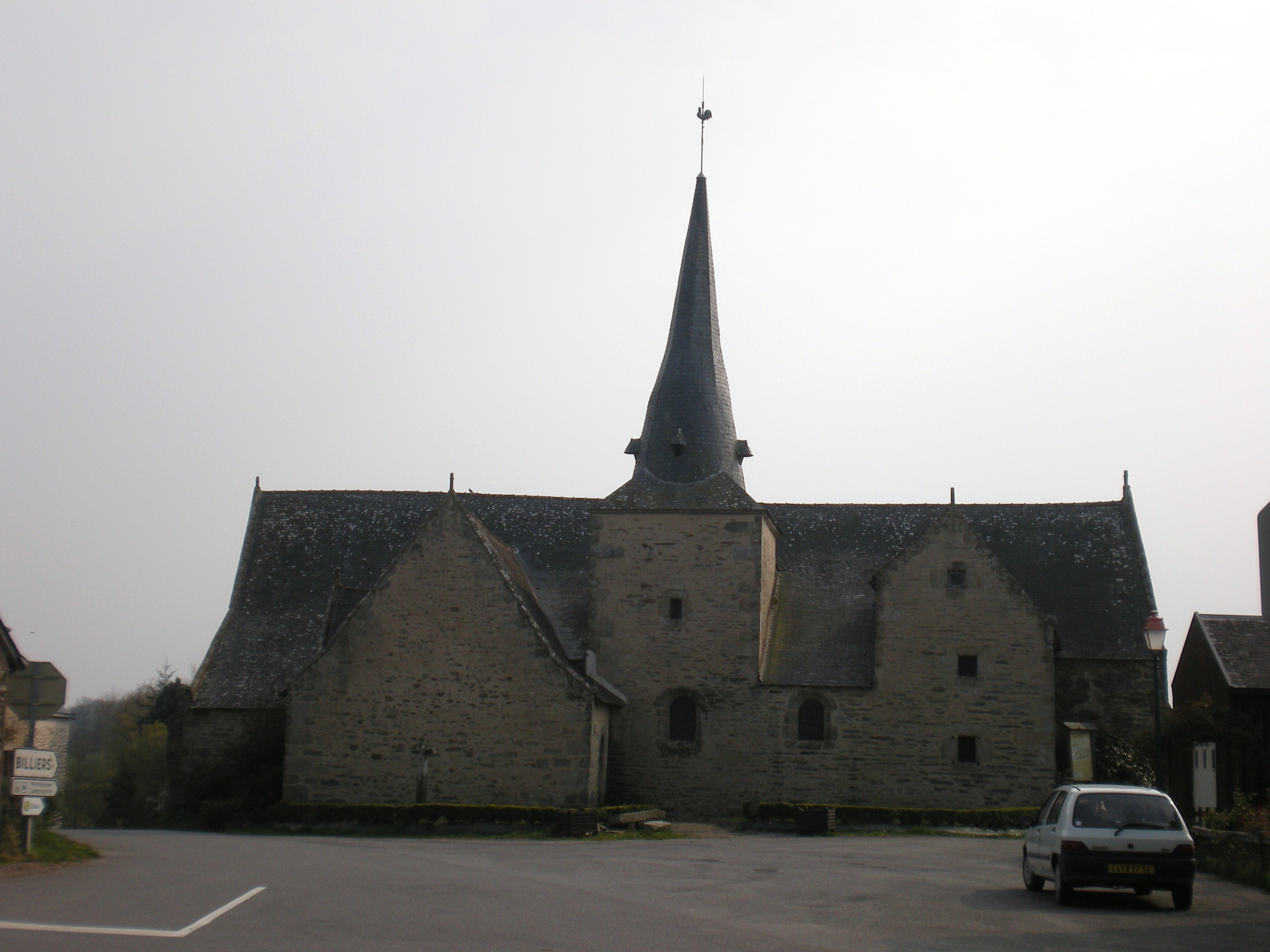
La chapelle Saint-Jean-Baptiste de Lantierne.

- Le barrage d'Arzal, qui est muni d'une échelle à poissons, situé sur la Vilaine, sert à réguler le débit du fleuve en amont.
- Le port de plaisance, toujours à flot, grâce au barrage.
- La chapelle Saint-Jean-Baptiste de Lantierne.
- Le moulin de Séréac.
- Le château de Broël, dominant la Vilaine. En grande partie du XVIIe siècle, il conserve des parties du XIVe siècle et possède une chapelle domestique. La seigneurie avait haute, moyenne et basse justice qui s'exerçait à la trève de Lantiern. Propriété des du Bois de la Motte jusqu'à la Révolution où le château est vendu bien national, puis des Lorois en 1799 qui le transmettent aux Pluyette en 1866, aux descendants desquels il appartient toujours.
- Le manoir de Silz, face à la Vilaine, est un édifice moderne du XVIIIe siècle. L'ancien manoir avait une chapelle privée.
- Le manoir de la Noy ou la Noë s'élève au bord de la Vilaine, non loin du gué que franchissait la voie romaine Vannes-Nantes, aux confins des communes de Marzan et Arzal.
- L'église Saint-Martin.

## Personnalités liées à la commune
- Jean-Marie Pivault (1873-1952), missionnaire à l'île Maurice.